# Zagorje, Sveti Tomaž
Zagorje je naselje v Občini Sveti Tomaž.
Zagorje so razloženo naselje nad dolinicami levih pritokov potoka Sejance. V okkolici naselja prevladujejo njive, travniki in gozdovi. Na prisojnem pobocju se vidi tudi nekaj vinogradov.
V vaskem grbu je ena kihaca (kuhalnica). Prvotno so imeli v svojem grbu bürkle. Ker so jih izgubili, so jim dobrosrčni Gradiščani posodili svojo kihačo. Bürkle so pripocek, s katerim so se v krusno pec dajale in premikale razne posode.